# Liste der Kulturdenkmale in Heidersdorf

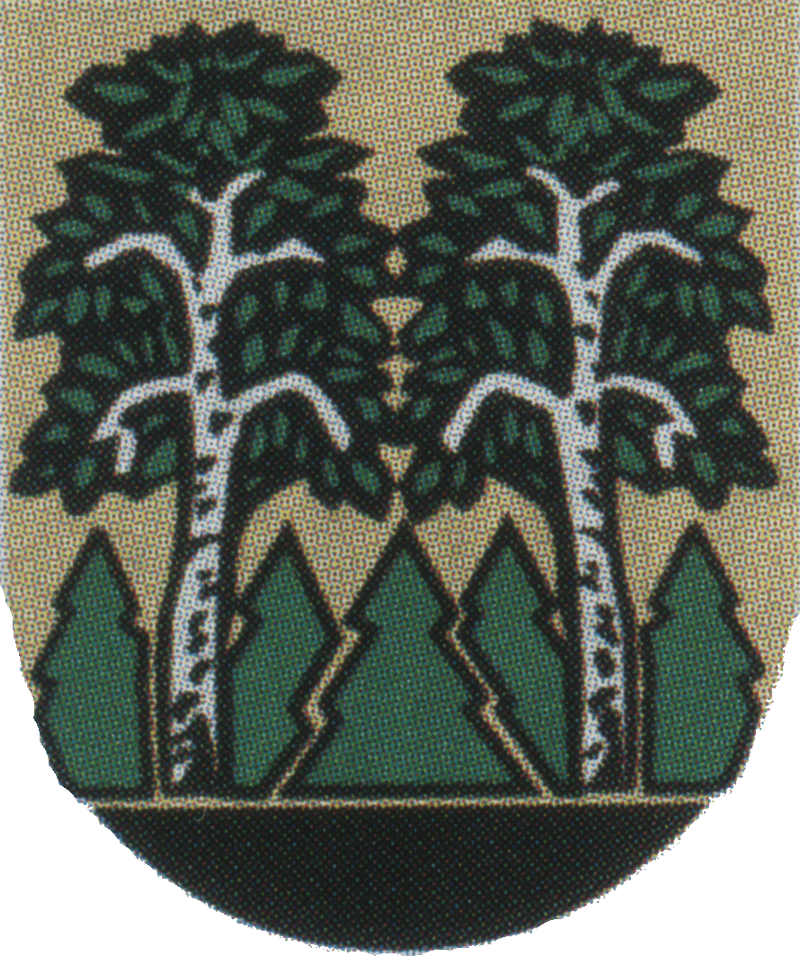
Wappen von Heidersdorf

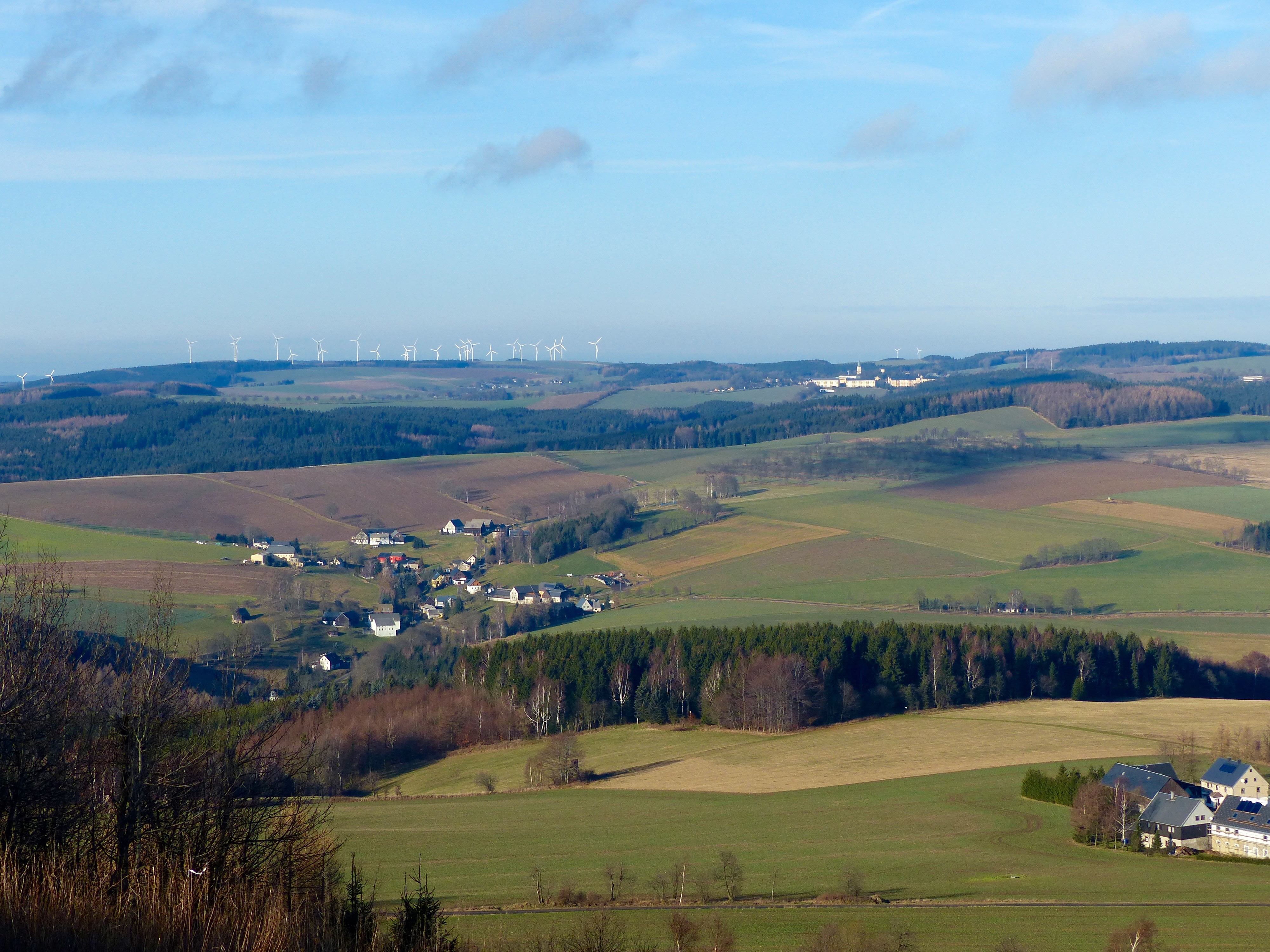
Blick Richtung Heidersdorf

Die Liste der Kulturdenkmale in Heidersdorf enthält die Kulturdenkmale in Heidersdorf.
Diese Liste ist eine Teilliste der Liste der Kulturdenkmale in Sachsen.

## Legende
- Bild: Bild des Kulturdenkmals, ggf. zusätzlich mit einem Link zu weiteren Fotos des Kulturdenkmals im Medienarchiv Wikimedia Commons. Wenn man auf das Kamerasymbol klickt, können Fotos zu Kulturdenkmalen aus dieser Liste hochgeladen werden:
- Bezeichnung: Denkmalgeschützte Objekte und ggf. Bauwerksname des Kulturdenkmals
- Lage: Straßenname und Hausnummer oder Flurstücknummer des Kulturdenkmals. Die Grundsortierung der Liste erfolgt nach dieser Adresse. Der Link (Karte) führt zu verschiedenen Kartendiensten mit der Position des Kulturdenkmals. Fehlt dieser Link, wurden die Koordinaten noch nicht eingetragen. Sind diese bekannt, können sie über ein Tool mit einer Kartenansicht einfach nachgetragen werden. In dieser Kartenansicht sind Kulturdenkmale ohne Koordinaten mit einem roten bzw. orangen Marker dargestellt und können durch Verschieben auf die richtige Position in der Karte mit Koordinaten versehen werden. Kulturdenkmale ohne Bild sind an einem blauen bzw. roten Marker erkennbar.
- Datierung: Baubeginn, Fertigstellung, Datum der Erstnennung oder grobe zeitliche Einordnung entsprechend des Eintrags in der sächsischen Denkmaldatenbank
- Beschreibung: Kurzcharakteristik des Kulturdenkmals entsprechend des Eintrags in der sächsischen Denkmaldatenbank, ggf. ergänzt durch die dort nur selten veröffentlichten Erfassungstexte oder zusätzliche Informationen
- ID: Vom Landesamt für Denkmalpflege Sachsen vergebene, das Kulturdenkmal eindeutig identifizierende Objekt-Nummer. Der Link führt zum PDF-Denkmaldokument des Landesamtes für Denkmalpflege Sachsen. Bei ehemaligen Kulturdenkmalen können die Objektnummern unbekannt sein und deshalb fehlen bzw. die Links von aus der Datenbank entfernten Objektnummern ins Leere führen. Ein ggf. vorhandenes Icon  führt zu den Angaben des Kulturdenkmals bei Wikidata.

## Heidersdorf
| Bild                                    | Bezeichnung                                                                 | Lage                              | Datierung                  | Beschreibung | ID       |
| --------------------------------------- | --------------------------------------------------------------------------- | --------------------------------- | -------------------------- | --- | -------- |
| Direkt Bild zu diesem Denkmal hochladen | Ehemaliges Wohnhaus eines Bauerngutes                                       | Alte Straße 14 (Karte)            | im Kern 17. Jahrhundert    | Obergeschoss Fachwerk mit K-Streben, stattliches Fachwerk-Gebäude, ortsbildprägende Lage, große baugeschichtliche Bedeutung. Erdgeschoss massiv, durch Fenstereinbau etwas beeinträchtigt, Obergeschoss Fachwerk, an Giebelseite beeinträchtigende Anbauten, Rückseite massiv | 09207850 |
| Direkt Bild zu diesem Denkmal hochladen | Auszugshaus eines Vierseithofes                                             | Dorfstraße 5 (Karte)              | um 1800                    | Obergeschoss Fachwerk, baugeschichtlich und sozialgeschichtlich von Bedeutung. Erdgeschoss massiv, Obergeschoss Fachwerk, Rückseite mit einriegeligem Fachwerk, Giebel verbrettert | 09207852 |
| Direkt Bild zu diesem Denkmal hochladen | Pfarrhaus                                                                   | Dorfstraße 35 (Karte)             | 2. Hälfte 19. Jahrhundert  | Zeittypischer Putzbau, Mittelrisalit mit kleinem Dreiecksgiebel, ortshistorische und ortsbildprägende Bedeutung. Über hohem Sockelgeschoss zweigeschossiger Massivbau mit farbig abgesetzten, kräftig vorspringenden Gewänden, leichter Mittelrisalit mit kleinem Dreieckgiebel und Zwillingsfenstern | 09207874 |
| Weitere Bilder                          | Kirche (mit Ausstattung)                                                    | Dorfstraße 36 (Karte)             | 1852                       | Spätklassizistische Saalkirche mit eingezogenem Chor und großem, turmartigem Dachreiter, baukünstlerischer Wert, ortshistorische und ortsbildprägende Bedeutung. Kleine spätklassizistische Saalkirche von 1852, Restaurierung und Veränderung des Innenraumes 1956. Verputzter Bruchsteinbau mit eingezogenem Chor und halbrunder Apsis, Westturm und -vorhalle. Das Innere flachgedeckt, Emporen an drei Seiten, erst seit 1956 der östliche Anbau als Chor genutzt. Orgel von Richard Kreutzbach mit neuklassizistischem Prospekt, 1892 (klanglich verändert 1956 und 1986). | 09207873 |
| Direkt Bild zu diesem Denkmal hochladen | Kriegerdenkmal für die Gefallenen des Deutsch-Französischen Krieges         | Dorfstraße 36 (bei) (Karte)       | nach 1871                  | Ortshistorische Bedeutung. Über zweifach abgestuftem Sockel, Sandsteinblock mit Inschriften, Helm und Eichenlaub, geschweifter Abschluss mit Kugel | 09207875 |
| Direkt Bild zu diesem Denkmal hochladen | Ehemaliger Stallteil eines Wohnstallhauses                                  | Dorfstraße 59 (Karte)             | vermutlich 18. Jahrhundert | Kreuzgratgewölbe, zweischiffig auf Säulen, singulär im Ort, baugeschichtlich von Bedeutung. Heute zu Wohnzwecken umgebaut, erhaltenes Kreuzgratgewölbe, zweischiffig auf mächtigen Säulen, Gebäude wohl ehemaliges Erbgericht Heidersdorf von 1847, Gewölbe älter? | 09207878 |
| Direkt Bild zu diesem Denkmal hochladen | Wohnhaus                                                                    | Dorfstraße 64 (Karte)             | 2. Hälfte 19. Jahrhundert  | Eingeschossiger Putzbau mit Drempel, zeittypisches kleines Wohnhaus, Teil der alten Ortsstruktur, von baugeschichtlichem Wert. Denkmaltext: Um 1900 erbautes Wohnhaus. Eingeschossiger Putzbau mit Drempel, Mittelrisalit mit Dacherker. Abgeschlossen durch Satteldächer. Fassadengestaltung durch Putzlisenen an Hausecken sowie Natursteinfenstergewände. Im Dachgeschoss am Giebel 2011 noch bauzeitliche Fenster. Dachdeckung Schiefer. Durch seinen sehr guten Originalzustand wird das kleine Wohnhaus zum Zeugnis des Bauhandwerks der Jahrhundertwende. Der Denkmalwert ergibt sich somit aus der baugeschichtlichen Bedeutung.(LfD/2011) Über hohem Sockel eingeschossiger Putzbau mit Steingewänden, ausgebautem Dachgeschoss, weit vorgezogenem Mittelrisalit mit originaler Tür und Zwillingsfenster | 09207879 |
| Direkt Bild zu diesem Denkmal hochladen | Wohnstallhaus eines ehemaligen Vierseithofes                                | Dorfstraße 69 (Karte)             | bezeichnet 1781            | Stattlicher Fachwerk-Bau mit zwei Segmentbogenportalen, von ortsbildprägender und bauhistorischer Bedeutung. Über T-förmigem Grundriss, Erdgeschoss massiv, Obergeschoss Fachwerk, weitgehend original erhalten, Steingewände, zwei Flachbogentüren aus Sandstein, jeweils mit Schlussstein, einer bezeichnet „JR 1781“ | 09207882 |
| Direkt Bild zu diesem Denkmal hochladen | Wohnstallhaus eines ehemaligen Zweiseithofes                                | Dorfstraße 71 (Karte)             | Anfang 19. Jahrhundert     | Obergeschoss Fachwerk, zum Teil verbrettert, Teil der alten Ortsstruktur, baugeschichtlich von Bedeutung. Erdgeschoss massiv, Obergeschoss Fachwerk, Giebel und Rückseite verbrettert, seitlich Scheunenanbau | 09207881 |
| Direkt Bild zu diesem Denkmal hochladen | Wohnhaus                                                                    | Dorfstraße 74 (Karte)             | 2. Hälfte 19. Jahrhundert  | Fachwerkgebäude in zeit- und landschaftstypischer Gestaltung, ortsbildprägend und baugeschichtlich von Bedeutung. Erdgeschoss massiv, Obergeschoss Fachwerk, rundum verkleidet | 09207884 |
| Direkt Bild zu diesem Denkmal hochladen | Ehemaliges Forsthaus                                                        | Hofbergstraße 3 (Karte)           | bezeichnet 1776            | Stattliches, völlig frei stehendes Wohnstallhaus, ehemals Vorwerk und später Forstamt von Schloss Purschenstein, landschaftsprägende, baugeschichtliche und regionalhistorische Bedeutung. Zweigeschossiger Massivbau, breitgelagert, Krüppelwalmdach, über der originalen Haustür Schlussstein mit Purschensteiner Wappen und Inschrifttafel zur Erinnerung an den Brand im März 1776, bis Oktober 1776 wiederaufgebaut | 09207851 |
|                                         | Rathaus, mit Einfriedung                                                    | Olbernhauer Straße 3 (Karte)      | bezeichnet 1924            | Alte Ortslage Niederseiffenbach, zeittypischer Putzbau mit Eckerker, im traditionalistischen Stil mit Art-Déco-Elementen, ortshistorische und baugeschichtliche Bedeutung. Über hohem Rustikasockel zweigeschossiger vielgliedriger Massivbau mit einfachen expressionistischen Details (siehe Erker), ausgebautes Dachgeschoss | 09207858 |
| Direkt Bild zu diesem Denkmal hochladen | Wohnhaus                                                                    | Olbernhauer Straße 26 (Karte)     | 1902                       | Alte Ortslage Niederseiffenbach, historisierender Putzbau mit Laden, zeittypische Gestaltung, baugeschichtlich von Bedeutung. Zweigeschossiger Putzbau mit kräftig profilierten Tür- und Fenstergewänden, Dacherker mit Zwillingsfenster, Dachhäuschen | 09207863 |
| Direkt Bild zu diesem Denkmal hochladen | Wohnhaus                                                                    | Olbernhauer Straße 34 (Karte)     | um 1925 (Wohnhaus)         | alte Ortslage Niederseiffenbach, traditionalistischer Putzbau, Obergeschoss verbrettert, im Heimatstil, weitgehend original erhalten, baugeschichtlich von Bedeutung | 09207871 |
| Direkt Bild zu diesem Denkmal hochladen | Wohnhaus                                                                    | Olbernhauer Straße 38 (Karte)     | um 1925                    | Alte Ortslage Niederseiffenbach, traditionalistischer Putzbau, Obergeschoss verbrettert, im Heimatstil, weitgehend original erhalten, baugeschichtlich von Bedeutung. Über Rustikasockel zweigeschossig, Obergeschoss rundum verbrettert, in beiden Geschossen farbig abgesetzte Fensterläden, steiles Walmdach | 09207870 |
| Direkt Bild zu diesem Denkmal hochladen | Wohnhaus                                                                    | Olbernhauer Straße 39 (Karte)     | um 1925                    | Alte Ortslage Niederseiffenbach, traditionalistischer Putzbau, Obergeschoss verbrettert, im Heimatstil, weitgehend original erhalten, baugeschichtlich von Bedeutung. Über Rustikasockel zweigeschossig, Obergeschoss rundum verbrettert, in beiden Geschossen farbig abgesetzte Fensterläden, steiles Walmdach mit Dachgaupen | 09207869 |
| Direkt Bild zu diesem Denkmal hochladen | Kriegerdenkmal für die Gefallenen des 1. Weltkrieges, mit Podest und Treppe | Saydaer Straße 15 (neben) (Karte) | nach 1918 (Kriegerdenkmal) | Ortshistorische Bedeutung. Über dreifachem Sockel Porphyrobelisk mit Helm und Eisernem Kreuz, Inschrift: „Unseren treuen Helden 1914–1918“ | 09207857 |
| Direkt Bild zu diesem Denkmal hochladen | Fabrikantenvilla                                                            | Saydaer Straße 19                 |                            | | 09207853 |
| Direkt Bild zu diesem Denkmal hochladen | Ehemaliges Forsthaus (mit Anbau), heute Wohnhaus                            | Seiffener Weg 3 (Karte)           | 2. Hälfte 19. Jahrhundert  | Alte Ortslage Niederseiffenbach, Obergeschoss Fachwerk verbrettert, zeit- und landschaftstypisches Gebäude, Teil der alten Ortsstruktur, baugeschichtlich von Bedeutung. Erdgeschoss massiv, Obergeschoss Fachwerk, rundum verbrettert, ein Giebel massiv mit Zwillingsfenster | 09207864 |
| Direkt Bild zu diesem Denkmal hochladen | Wohnhaus                                                                    | Seiffener Weg 10 (Karte)          | 1. Hälfte 19. Jahrhundert  | Alte Ortslage Niederseiffenbach, völlig frei stehendes Wohnhaus in Hanglage, eingeschossiger Putzbau, Giebel verbrettert, zeit- und landschaftstypische Gestaltung, baugeschichtlich von Bedeutung. Eingeschossiger Massivbau mit tief heruntergezogenem Dach, Giebel verbrettert, Krüppelwalmdach | 09207867 |
| Direkt Bild zu diesem Denkmal hochladen | Wohnhaus                                                                    | Seiffener Weg 13 (Karte)          | 2. Hälfte 19. Jahrhundert  | Alte Ortslage Niederseiffenbach, Fachwerk-Obergeschoss verbrettert, landschaftsprägende Gestaltung, baugeschichtlich von Bedeutung. Erdgeschoss massiv, Obergeschoss Fachwerk verbrettert, Giebel verkleidet, Krüppelwalmdach | 09207866 |
| Direkt Bild zu diesem Denkmal hochladen | Wohnstallhaus eines Zweiseithofes                                           | Seiffener Weg 14 (Karte)          | wohl 18. Jahrhundert       | Alte Ortslage Niederseiffenbach, Obergeschoss Fachwerk verkleidet, landschaftsprägende Lage, baugeschichtlich von Bedeutung. Wohnstallhaus: Erdgeschoss massiv, Obergeschoss Fachwerk verkleidet | 09207865 |
| Direkt Bild zu diesem Denkmal hochladen | Wohnstallhaus eines Zweiseithofes                                           | Seiffener Weg 17 (Karte)          | 1. Hälfte 19. Jahrhundert  | Alte Ortslage Niederseiffenbach, Obergeschoss Fachwerk, landschaftsprägende Hanglage, baugeschichtlich von Bedeutung. Erdgeschoss massiv, Obergeschoss Fachwerk, durch Hanglage Rückseite massiv | 09207868 |
| Direkt Bild zu diesem Denkmal hochladen | Wohnhaus                                                                    | Zechenweg 3 (Karte)               | 2. Hälfte 19. Jahrhundert  | Alte Ortslage Eisenzeche im Ort Niederseiffenbach, zeit- und landschaftstypisches Fachwerkgebäude, baugeschichtlich von Bedeutung. Erdgeschoss massiv, Obergeschoss Fachwerk, Giebel verkleidet, Satteldach | 09207849 |
| Direkt Bild zu diesem Denkmal hochladen | Wohnhaus eines Zweiseithofes                                                | Zechenweg 12 (Karte)              | 2. Hälfte 18. Jahrhundert  | Alte Ortslage Eisenzeche im Ort Niederseiffenbach, stattliches landschaftstypisches Fachwerkgebäude, landschaftsprägende Lage, baugeschichtlich von Bedeutung. Erdgeschoss massiv, Obergeschoss Fachwerk, Giebel zum Teil verbrettert, Satteldach mit Dachhäuschen | 09207848 |
| Direkt Bild zu diesem Denkmal hochladen | Fabrikgebäude                                                               | Zechenweg 24 (Karte)              | 2. Hälfte 19. Jahrhundert  | Alte Ortslage Eisenzeche im Ort Niederseiffenbach, historisierender Putzbau, ehemals Holzwarenbetrieb Seibt, hervorgegangen aus der Zechenmühle, ortshistorische und ortsbildprägende Bedeutung. Über hohem Sockelgeschoss dreigeschossiger Kopfbau mit einfach profilierten Zwillingsfenstern, Erker, Mansardwalmdach mit Dachhäuschen, Zierverankerungen, originale Haustür, etwas einfacher gestaltet der dreigeschossige Anbau mit Backsteingliederung und originaler Tür | 09207872 |